# 쉬링웨
쉬링웨(중국어 간체자: 许龄月, 정체자: 許齡月, 병음: Xǔ Língyuè, 한자음: 허령월, 1992년 1월 24일 ~ )는 중국의 배우이다.

## 학력
- 상하이 연극 대학 (졸업)

## 출연작

### 드라마
- 2017년 후난위성텔레비전 청춘진행중 《택천기》 - 막우 역
- 2018년 동방 위성 텔레비전 동방극장 《귀거래》 - 무영 역
- 2019년 아이치이 웹드라마 《무주지성》 - 장쉐 역
- 2020년 후난위성텔레비전 금응독파극장 《청평악》 - 묘심화 역
- 2021년 장쑤 위성 텔레비전 행복극장 《반난시광 : 그날의 기억》 - 옌샤오천 역
- 2023년 후난위성텔레비전 금응독파극장 《온난적첨밀적》 - 정치에 역